# إدوارد ويلي راي
إدوارد ويلي راي (بالإنجليزية: Edward Wiley Ray) هو كاتب أغاني ومنتج أسطوانات أمريكي، ولد في 21 ديسمبر 1926.

## وصلات خارجية
- الموقع الرسمي
- إدوارد ويلي راي على موقع ميوزك برينز (الإنجليزية)
- إدوارد ويلي راي على موقع ديسكوغز (الإنجليزية)